# Irantzu Gallastegi
Irantzu Gallastegi Sodupe (Motrico, Guipúzcoa, 1972), alias «Amaia», es miembro de la banda terrorista ETA. Fue condenada por la justicia por su participación en diversos crímenes.

## Biografía
Hermana de Lexuri Gallastegi, condenada a más de mil años de cárcel por 95 delitos de asesinato terrorista en grado de tentativa, y de Orkatz Gallastegi, es madre de dos hijos, nacidos en 2002 y 2009.

## Su actividad delictiva
Pareja de Francisco Javier García Gaztelu Txapote, representaba la línea dura dentro de ETA, opuesta a la tregua de 1998 tras el Pacto de Estella.
Colaboró en la reestructuración operativa de varios comandos y el fortalecimiento de la actividad terrorista de ETA durante los meses siguientes a la tregua. Se sabe que Txapote impuso un nuevo sistema de organización de los comandos por los que estarían formados por tres miembros liberados de la organización, de los cuales solo dos participarían simultáneamente en la comisión de atentados. El otro miembro sería el encargado de limpiar los pisos de pruebas e informar a la dirección en el caso de que fuesen detenidos los dos primeros.

## Detención y juicio
Detenida por las autoridades francesas, Irantzu Gallastegi fue entregada por la policía francesa en junio de 2005 a las autoridades españolas. Inmediatamente, ingresó en prisión. Fue juzgada en junio de 2006. Se acogió a su derecho a no declarar durante el juicio, presentando una actitud desafiante. Aunque se negó a intervenir en la primera jornada del juicio, utilizó su derecho a la última palabra para reconocer ser «militante de ETA» y afirmar que la banda no abandonaría su lucha.
Fue condenada a 50 años de cárcel como autora material del secuestro y asesinato de Miguel Ángel Blanco; el tribunal en su sentencia también le prohibió acercarse a la localidad vizcaína de Ermua durante cinco años a partir de su excarcelación.

## Atentados en los que participó
- Participación en el asesinato del dirigente socialista Fernando Múgica, cuyo autor material se cree que fue José Javier Arizkuren Ruiz, Kantauri, el 6 de febrero de 1996.
- Participación en el asesinato de Francisco Javier Gómez Elósegui.
- Participación en el asesinato de Miguel Ángel Blanco el 12 de julio de 1997 con dos tiros en la nuca, tras mantenerlo secuestrado durante 48 horas exigiendo al gobierno español el acercamiento de todos los presos etarras a las cárceles del País Vasco.